# Phygelius capensis
A Phygelius capensis az ajakosvirágúak (Lamiales) rendjébe és a görvélyfűfélék (Scrophulariaceae) családjába tartozó faj.

## Előfordulása
A Phygelius capensis előfordulási területe az afrikai kontinens legdélibb részei. Mindössze két országban a Dél-afrikai Köztársaságban és Lesothóban él természetes körülmények között. Szintén a térségben lévő Szváziföldről hiányzik.

## Megjelenése
Egy majdnem örökzöld cserje, amely körülbelül 120 centiméter magasra nő meg és 150 centiméterre terül el. Egész nyáron 60 centiméteres zárt bugavirágzatokat hoz, amelyek karcsú, 5 centiméter hosszú tölcséres virágokból állnak. A virágok narancssárgás-rózsaszínűek sárga központtal. Minden virág tövében 5 kis és hegyes levél ül. Megfelelő körülmények között májustól novemberig nyílhat.

## Képek

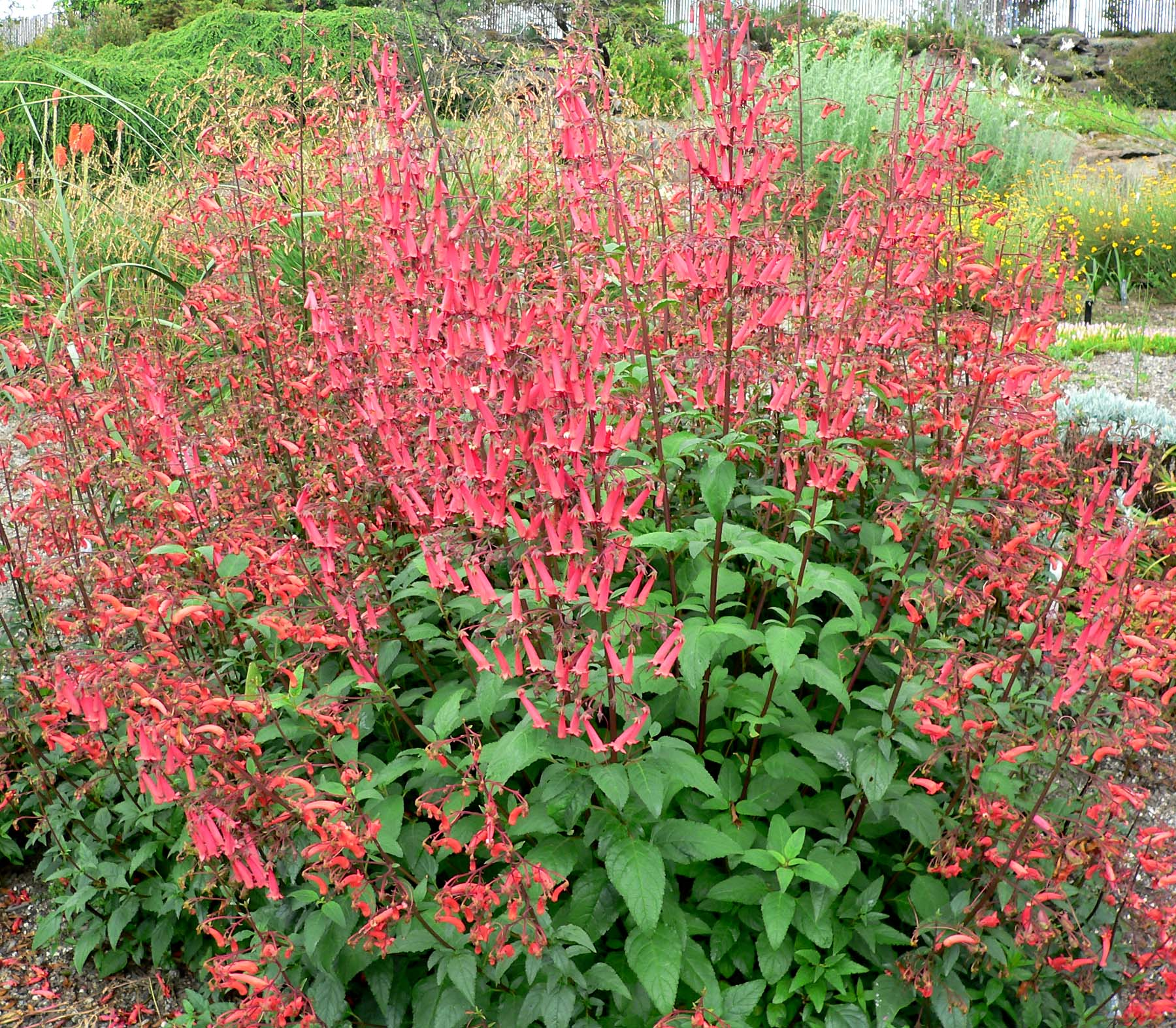
A növények
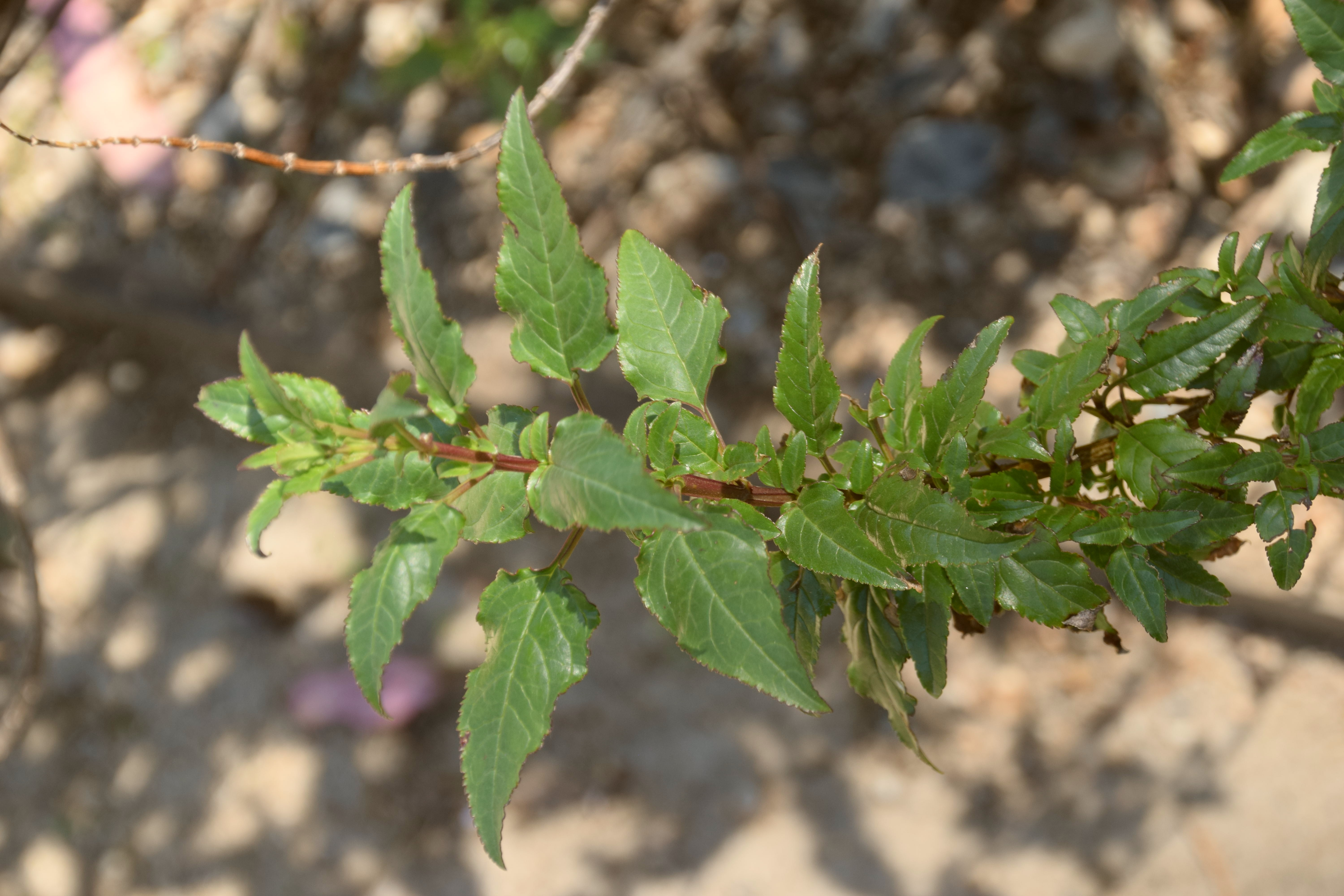
Levelei
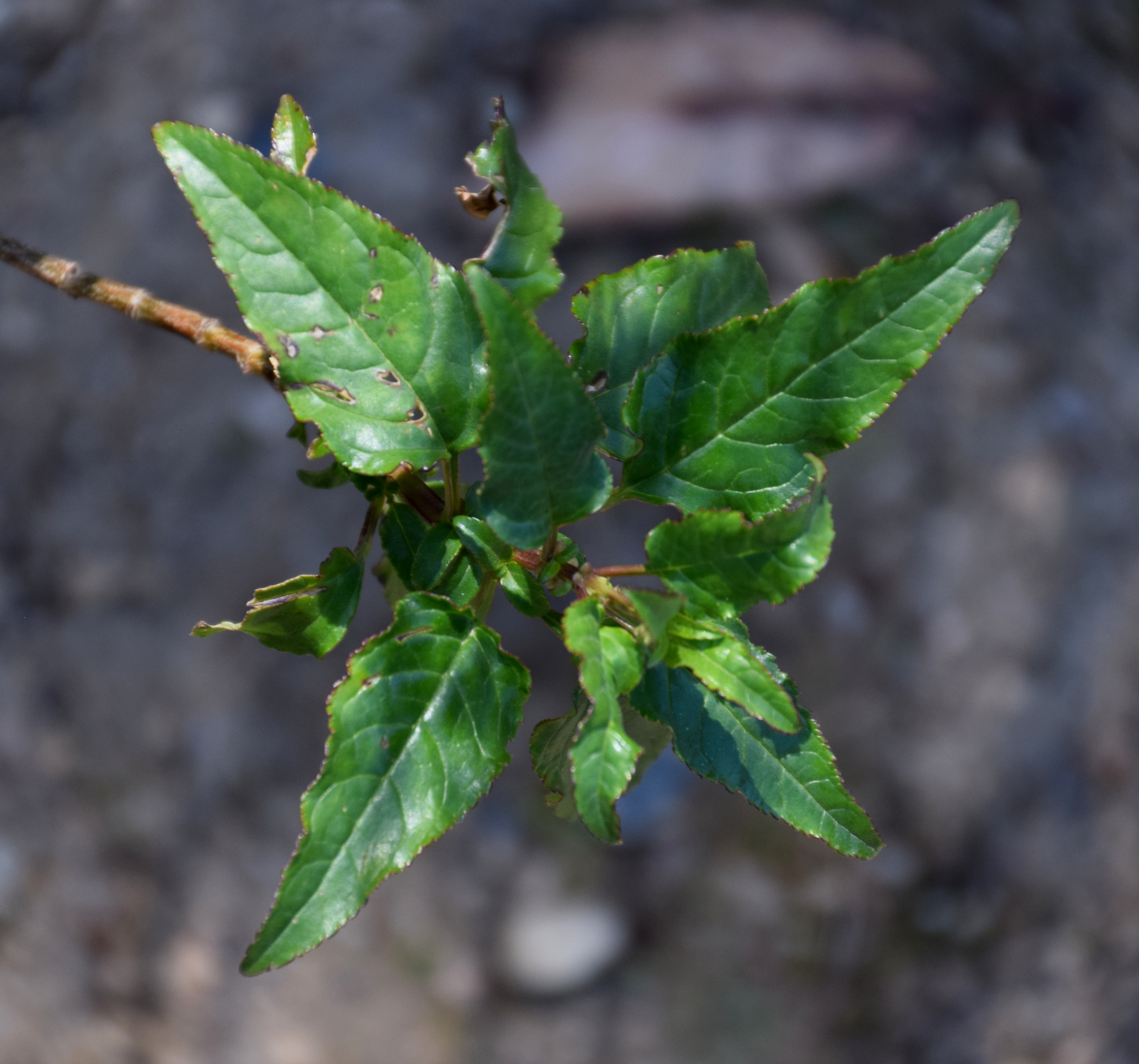
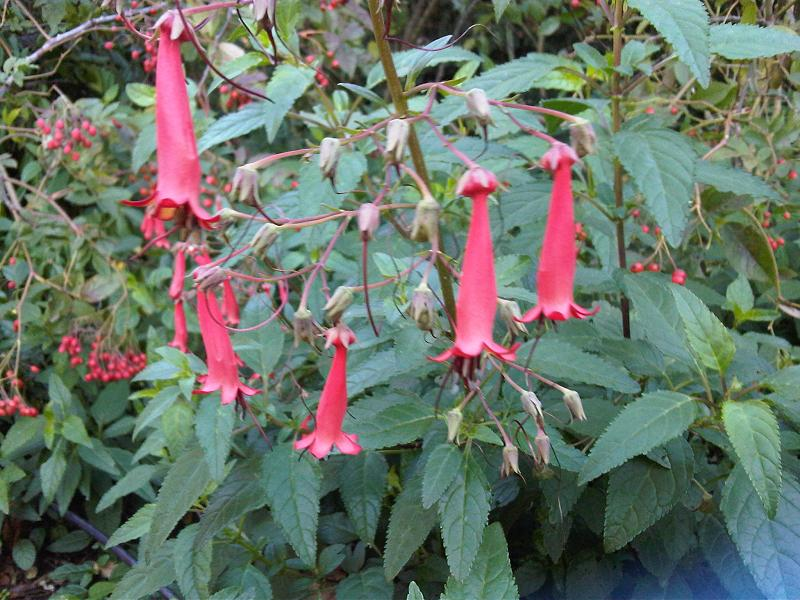
Virágai
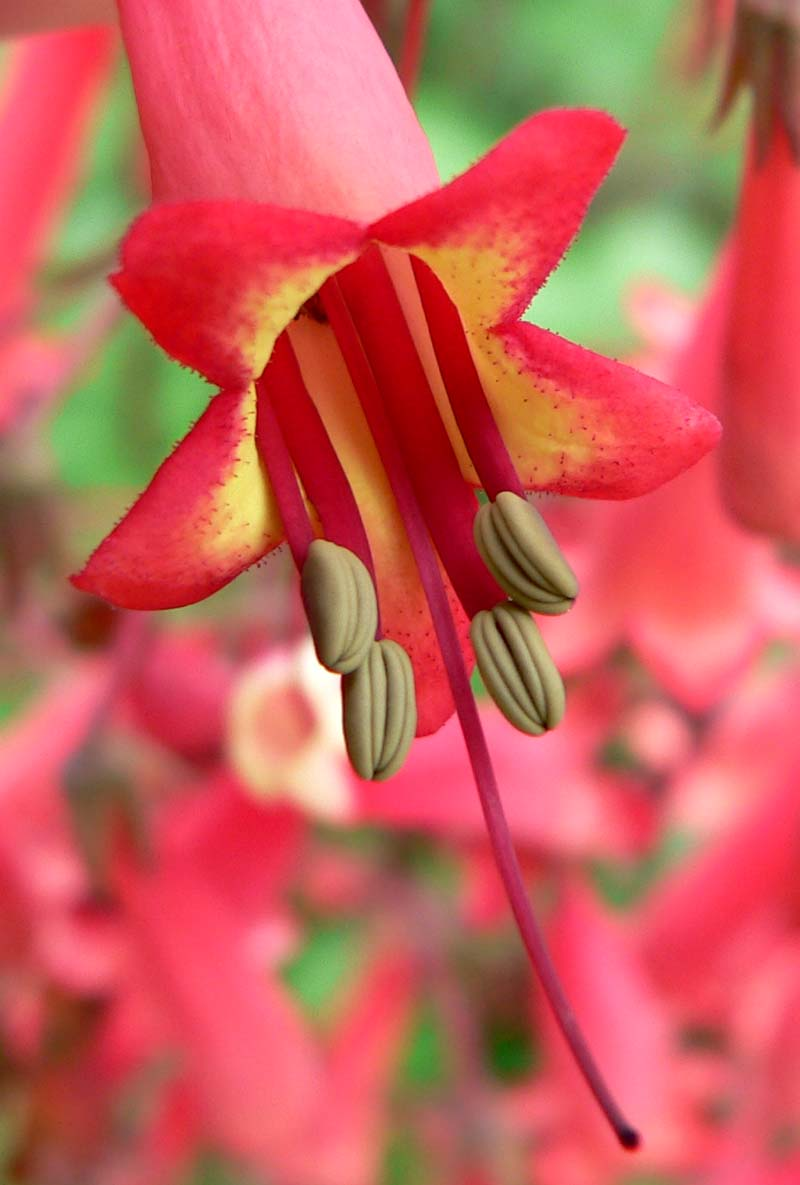